# Сорум
Сору́м (рос. Сорум) — селище у складі Білоярського району Ханти-Мансійського автономного округу Тюменської області, Росія. Адміністративний центр та єдиний населений пункт Сорумського сільського поселення.
Населення — 1591 особа (2017, 1509 у 2010, 1499 у 2002).
Національний склад станом на 2002 рік: росіяни — 66 %.